# 사진박물관 (브라운슈바이크)
사진박물관(Museum für Photographie)은 독일 브라운슈바이크에 위치한 박물관이다.